# Bolesław Czarniawski
Bolesław Czarniawski, ros. Болеслав Болеславович Чарнявский (ur. 27 lipca 1898 w Górze Kalwarii, zm. 26 września 1961 w Moskwie) – polski generał pułkownik artylerii Armii Radzieckiej i generał broni Wojska Polskiego. Brat oficera Wojska Polskiego.

## Życiorys
Urodził się w rodzinie chłopskiej. W 1916 roku ukończył 10-klasowe gimnazjum w Pskowie, a następnie udał się na studia do Petersburga do Instytutu Politechnicznego. 
Do armii rosyjskiej zmobilizowany 3 stycznia 1917 roku i skierowany do Gatczyńskiej Szkoły Oficerskiej, którą ukończył w czerwcu 1917 roku jako chorąży. Do demobilizacji służył w baterii artylerii przeciwlotniczej 45. Brygady Artylerii na Froncie Północnym. 
Po rewolucji 1917 roku wstąpił do Armii Czerwonej. Walczył na frontach wojny domowej, w 1919 roku został ranny. 
W 1928 roku ukończył Akademię Wojskową im. M. Frunzego i zajmował wysokie stanowiska w szkolnictwie artyleryjskim. W latach 1935–1938 był dowódcą artylerii 12 Korpusu Strzeleckiego. Aresztowany w czasie "wielkiej czystki", w 1939 roku skazany na śmierć. W 1941 roku z celi śmierci został wysłany na front jako dowódca artylerii 42 Korpusu Strzeleckiego, a następnie dowódca 122 Dywizji Strzeleckiej; na froncie został ranny w bok. Następnie był dowódcą artylerii 19, 32, 70 i 11 Armii oraz 2 Armii Uderzeniowej. Od 1 maja 1944 był dowódcą Wyższej Szkoły Oficerskiej Artylerii w Barnaule. Generał major z 8 kwietnia 1942 roku, generał porucznik z 7 stycznia 1944 roku.
Od 20 sierpnia 1944 dowódca artylerii Wojska Polskiego, a od 1 marca 1946 roku - Główny Inspektor Artylerii Wojska Polskiego. Generał broni z 3 maja 1945 roku. Położył duże zasługi dla organizacji tej broni w warunkach wojny i reorganizacji po wojnie, mimo to popadł w konflikt z marszałkiem M. Rolą-Żymierskim ówczesnym ministrem obrony narodowej co do znaczenia artylerii w Wojsku Polskim, w wyniku czego 15 marca 1948 roku złożył dymisję i na własną prośbę w październiku 1948 roku powrócił do ZSRR.
Ponieważ był narodowości polskiej, uchwałą Prezydium Krajowej Rady Narodowej z 9 maja 1945 roku zostało mu nadane obywatelstwo polskie. Podczas pożegnania 6 października 1948 zwrócił marszałkowi Żymierskiemu pismo z informacją o przyznaniu mu obywatelstwa polskiego. 
Po powrocie do ZSRR służył w Armii Radzieckiej, w stopniu generała porucznika, m.in. jako dowódca artylerii okręgu wojskowego. Od 1956 roku był komendantem katedry w Akademii Wojskowej im. Michaiła Frunzego w Moskwie.
Zmarł 26 września 1961 roku. Pochowany na cmentarzu Nowodziewiczym w Moskwie.

## Ordery i odznaczenia
- Order Krzyża Grunwaldu II klasy (1 maja 1945)[2]
- Krzyż Komandorski Orderu Odrodzenia Polski (3 maja 1945)
- Złoty Krzyż Zasługi (1946)
- Medal za Warszawę 1939–1945
- Medal za Odrę, Nysę, Bałtyk
- Medal Zwycięstwa i Wolności 1945
- Order Lenina (ZSRR, 1945)
- Order Czerwonego Sztandaru (ZSRR, trzykrotnie: kwiecień 1942, lipiec 1942, 1944)
- Order Kutuzowa I stopnia (ZSRR, dwukrotnie: 7 sierpnia 1943, 9 sierpnia 1945[3])
- Order Czerwonej Gwiazdy (ZSRR, 1940)
- Order Wojny Ojczyźnianej I klasy (ZSRR, 1945)
- Medal „Za obronę Leningradu” (ZSRR)
- Medal „Za obronę radzieckiej Arktyki” (ZSRR)
- Medal „Za zwycięstwo nad Niemcami w Wielkiej Wojnie Ojczyźnianej 1941–1945” (ZSRR)
- Medal „Za Wyzwolenie Warszawy” (ZSRR)
- Medal jubileuszowy „Dwudziestolecia zwycięstwa w Wielkiej Wojnie Ojczyźnianej 1941–1945” (ZSRR)
- Medal jubileuszowy „XX lat Robotniczo-Chłopskiej Armii Czerwonej” (ZSRR)

Źródło:.